# Callyspongia megalorrhaphis
Callyspongia megalorrhaphis är en svampdjursart som först beskrevs av Ridley och Arthur Dendy 1886.  Callyspongia megalorrhaphis ingår i släktet Callyspongia och familjen Callyspongiidae. Inga underarter finns listade i Catalogue of Life.